# Elviria
Elviria est une zone urbanisée de la commune de Marbella située dans la communauté autonome d'Andalousie, dans la province de Malaga, en Espagne.